# 尖稃草
尖稃草（学名：Acrachne racemosa），为禾本科尖稃草属下的一个植物种。